# Chris Ridenhour
Chris Ridenhour (* vor 1998) ist ein US-amerikanischer Filmkomponist.

## Leben
Vor seiner Karriere im Filmgeschäft studierte er an der Shenandoah University in Winchester. Ab den 1990er Jahren war er im Filmgeschäft tätig, seit 2004 als eigenständiger Komponist, und begleitete als solcher bis 2016 mehr als 200 Filmproduktionen. Er ist hauptsächlich an Produktionen des Low-Budget-Filmstudios The Asylum beteiligt. Dabei arbeitet er auch mit dem Kollegen Christopher Cano zusammen.

## Filmografie (Auswahl)
- 1998: Blade
- 2007: Transmorphers
- 2007: Körperfresser 2 – Die Rückkehr (Invasion of the Pod People)
- 2008: Die Reise zum Mittelpunkt der Erde 2 (Journey to the Center of the Earth)
- 2009: Supernova 2012 (2012: Supernova)
- 2009: Mega Shark vs. Giant Octopus
- 2009: Princess of Mars
- 2009: Transmorphers 3 – Der dunkle Mond (Transmorphers: Fall of Man)
- 2010: 6 Guns
- 2010: Mega Piranha
- 2010: Sherlock Holmes (Sir Arthur Conan Doyle’s Sherlock Holmes)
- 2010: 2010: Moby Dick
- 2010: Titanic 2 – Die Rückkehr (Titanic II)
- 2010: Airline Disaster – Terroranschlag an Bord (Airline Disaster)
- 2011: 200 MPH (200 M.P.H.)
- 2011: A Haunting in Salem
- 2011: Born Bad
- 2011: Die drei Musketiere – Alle für einen und Waffen für alle! (3 Musketeers)
- 2011: Eiszeit – New York 2012 (2012: Ice Age)
- 2011: Thor – Der Allmächtige (Almighty Thor)
- 2011: Mega Python vs. Gatoroid
- 2011: 11/11/11 – Das Omen kehrt zurück (11/11/11)
- 2012: 40 Days and Nights
- 2012: Flight 23 – Air Crash (Air Collision)
- 2012: American Warships
- 2012: Grimm’s Snow White
- 2012: Abraham Lincoln vs. Zombies
- 2012: 2-Headed Shark Attack
- 2012: Bigfoot – Die Legende lebt! (Bigfoot)
- 2012: Golden Winter – Wir suchen ein Zuhause (Golden Winter)
- 2012: Nazi Sky – Die Rückkehr des Bösen (Nazis at the Centre of the Earth)
- 2013: 100° Below Zero – Kalt wie die Hölle (100 Degrees Below Zero)
- 2013: Apocalypse Earth (AE: Apocalypse Earth)
- 2013: Age of Dinosaurs – Terror in L.A. (Age of Dinosaurs)
- 2013: Battledogs (Fernsehfilm)
- 2013: Home Invasion – Dieses Haus gehört mir (Foreclosed)
- 2013: Hypercane (500 MPH Storm)
- 2013: Jack the Giant Killer
- 2013: Destruction: Las Vegas (Blast Vegas)
- 2013: Alone for Christmas: Bone – Allein zu Haus (Alone for Christmas)
- 2014: Alpha House
- 2014: American Warships 2 (Bermuda Tentacles, Fernsehfilm)
- 2014: Airplane vs. Volcano
- 2014: Ardennes Fury – Die letzte Schlacht (Ardennes Fury)
- 2014: Asian School Girls – Rache war nie süßer! (Asian School Girls)
- 2014: Asteroid vs Earth
- 2014: Sex, Gras & Zombies! (The Coed and the Zombie Stoner)
- 2014: Sharknado 2 (Sharknado 2: The Second One, Fernsehfilm)
- 2014: Bachelor Night: Auf nach Vegas! (Bachelor Night)
- 2014: Bullet
- 2014: Hercules Reborn
- 2014: Mercenaries
- 2015: Avengers Grimm
- 2015: Gefährliche Leidenschaft – Wuthering High (Wuthering High, Fernsehfilm)
- 2015: Hänsel vs. Gretel (Hansel vs Gretel)
- 2015: Night of the Wild – Die Nacht der Bestien (Night of the Wild, Fernsehfilm)
- 2015: Sharknado 3 (Sharknado 3: Oh Hell No!, Fernsehfilm)
- 2015: Lavalantula – Angriff der Feuerspinnen (Lavalantula, Fernsehfilm)
- 2015: Das Echelon-Desaster (Stormageddon, Fernsehfilm)
- 2016: Battlefield: Drone Wars (Drone Wars)
- 2016: Little Dead Rotting Hood – Keine Angst vorm bösen Wolf (Little Dead Rotting Hood)
- 2016: Sharknado 4 (Sharknado 4: The 4th Awakens, Fernsehfilm)
- 2017: Alien Convergence – Angriff der Drachenbiester (Alien Convergence)
- 2017: Sharknado 5: Global Swarming (Fernsehfilm)
- 2017: 5-Headed Shark Attack (Fernsehfilm)
- 2017: Geo-Disaster – Du kannst nicht entfliehen! (Geo-Disaster)
- 2017: Operation Dünkirchen (Operation Dunkirk)
- 2017: Troy: The Odyssey
- 2018: 6-Headed Shark Attack
- 2018: Attack from the Atlantic Rim 2 – Metal vs. Monster (Atlantic Rim: Resurrection)
- 2018: Avengers Grimm 2 – Time Wars (Avengers Grimm: Time Wars)
- 2018: Rent-An-Elf: Die Weihnachtsplaner (Rent-an-Elf, Fernsehfilm)
- 2018: Sharknado 6: The Last One (The Last Sharknado: It’s About Time, Fernsehfilm)
- 2018: Triassic World (Fernsehfilm)
- 2018: Alien Siege – Angriffsziel Erde (Alien Siege)
- 2018: End of the World – Gefahr aus dem All (End of the World)
- 2018: Flug 666 (Flight 666)
- 2018: Megalodon – Die Bestie aus der Tiefe (Megalodon, Fernsehfilm)
- 2019: Arctic Apocalypse
- 2019: Die Weihnachtskönigin – (K)ein Like zum Fest (A Beauty & the Beast Christmas)
- 2019: Monster Island – Kampf der Giganten (Monster Island)
- 2019: Psycho BFF (Fernsehfilm)
- 2019: San Andreas Mega Quake
- 2019: The Final Level: Flucht aus Rancala (The Final Level: Escaping Rancala)
- 2019: Zoombies 2 – Die Rache der Tiere (Zoombies 2)
- 2020: Airliner Sky Battle
- 2020: Apocalypse of Ice – Die letzte Zuflucht (Apocalypse of Ice)
- 2020: Asteroid-a-Geddon – Der Untergang naht (Asteroid-a-Geddon)
- 2020: Battle Star Wars – Die Sternenkrieger (Battle Star Wars)
- 2020: Homeward – Finde deine Bestimmung (Homeward, Animationsfilm)
- 2020: In the Drift
- 2020: Meteor Moon
- 2020: Monster Hunters – Die Alienjäger (Monster Hunters)
- 2020: Shark Season – Angriff aus der Tiefe (Shark Season)
- 2020: Top Gunner – Die Wächter des Himmels (Top Gunner)
- 2021: Aquarium of the Dead
- 2021: Megalodon Rising – Dieses Mal kommt er nicht allein (Megalodon Rising)
- 2022: Dracula – The Original Living Vampire (Dracula: The Original Living Vampire)
- 2022: Shark Waters
- 2022: Titanic 666
- 2023: Megalodon: The Frenzy
- 2023: Transmorphers 2: Kriegsbestien-Mech (Transmorphers: Mech Beasts)
- 2023: World Invasion: Alien Attack (Alien Apocalypse)
- 2024: 24 Hours to D-Day – Schlacht der Entscheidung (24 Hours to D-Day)
- 2024: Alien: Rubicon
- 2024: Earthquake Underground
- 2024: Shark Warning
- 2024: Witch Hunter – Der Hexenjäger (Witch Hunter)
- 2025: The Land That Time Forgot